# Liaisons secrètes
Pour les articles homonymes, voir Liaison.
Pour plus de détails, voir Fiche technique et Distribution.
Liaisons secrètes (Strangers When We Meet) est un film américain en CinemaScope réalisé par Richard Quine, sorti en 1960.

## Synopsis
Aux États-Unis dans les années 1960, Maggie Gault est délaissée par son mari. Elle fait la connaissance de son voisin, Larry Coe, un architecte. Au fil de leurs rencontres, elle finit par devenir sa maîtresse...

## Fiche technique
- Titre français : Liaisons secrètes
- Titre original : Strangers When We Meet
- Réalisation : Richard Quine
- Production : Richard Quine, Kirk Douglas producteur exécutif (non crédité)
- Société de production : Bryna Productions et Richard Quine Productions
- Société de distribution : Columbia Pictures
- Scénario : Evan Hunter  d'après son roman publié en français sous le titre Femme d'autrui ne convoiteras[1]
- Image : Charles Lang
- Musique : George Duning
- Montage : Charles Nelson
- Pays : États-Unis
- Durée : 117 minutes
- Format : couleur (Eastmancolor) - CinemaScope - 35 mm - 2,35:1 - Son Mono (RCA Sound Recording)
- Genre : Drame
- Dates de sortie :
  -  États-Unis : 29 juin 1960
  -  France : 21 septembre 1960
- Affiche : Georges Kerfyser (France)

## Distribution

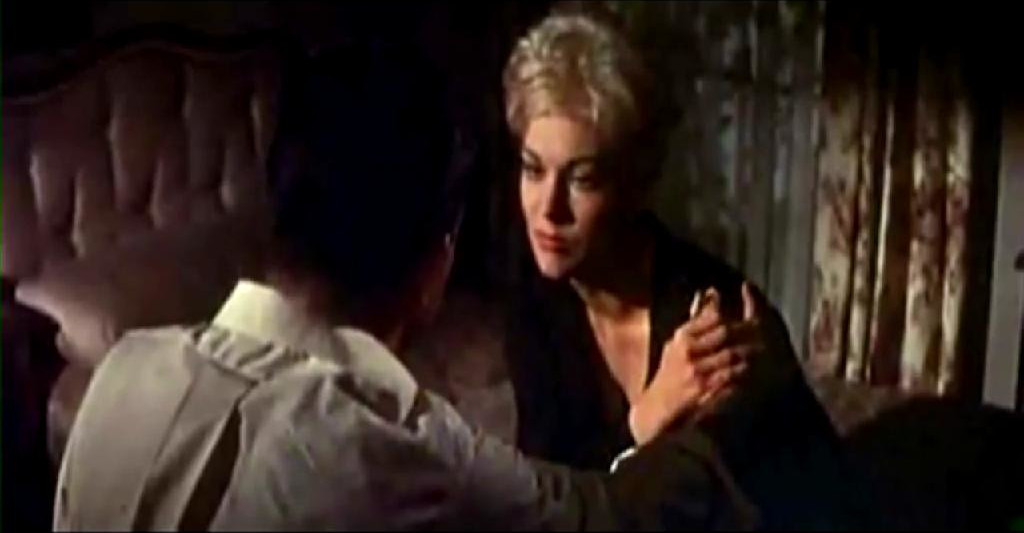
Kim Novak dans le film.

- Kirk Douglas (VF : Roger Rudel) : Larry Coe (Henry Todd en VF)
- Kim Novak (VF : Nadine Alari) : Margaret « Maggie » Gault
- Ernie Kovacs (VF : Roland Ménard) : Roger Altar
- Barbara Rush (VF : Nelly Benedetti) : Eve Coe
- Walter Matthau (VF : Claude Bertrand) : Felix Anders
- Virginia Bruce (VF : Jacqueline Morane) : Mme Wagner
- Kent Smith (VF : Pierre Gatineau) : Stanley Baxter
- Helen Gallagher : Betty Anders
- John Bryant (VF : Jean-Claude Michel) : Ken Gault
- Roberta Shore : Linda Harder
- Nancy Kovack : Marcia
- Carol Douglas : Honey Blonde
- Paul Picerni (VF : Michel Gatineau) : Arthur Gerandi
- Ernest Sarracino (VF : Stéphane Audel) : Franck Di Labbia
- Harry Jackson : Bud Ramsey
- Bart Patton : Hank
- Robert Sampson (VF : Jacques Deschamps) : Bucky
- Ray Ferrell : David Coe
- Douglas Holmes : Peter Coe
- Timmy Molina : Patrick Gault
- Sue Ane Langdon : Daphne

## Production

### Les lieux
Les aventures conjugales de Larry Coe, architecte, se déroulent de façon concomitante avec la construction d'une grande demeure en bois. La construction à partir de zéro est au centre du film et constitue même un élément clé du scénario du film. D'une surface supérieure à plus de 350 m2 située au sommet d'une colline de 40 mètres au dessus de Bel-Air la conception est l’œuvre de  Ross Bellah, le directeur artistique du film et de l'architecte Marc Anderson. 
De nombreuses scènes, tournées sur le site, rendent compte des étapes et des spécificités du bâtiment. 
Un film documentaire A new star in Hollywood  tourné par l'entreprise de constructions de bois Weyerhaeuser retrace les 2 projets menés de concert.
A l'origine Richard Quine devait offrir la demeure à Kim Novak comme cadeau de mariage mais la rupture des partenaires entraîna la vente de la maison. La maison existe toujours au 930 Chantilly Road, Bel-Air. Elle a été notablement transformée  et les boiseries extérieures abandonnées.
Le film fut également tourné en décors naturels. On reconnaîtra le restaurant  Romanoff  à Beverly Hills fermé peu après en 1962  ou l' hôtel restaurant Albatross à Malibu fermé en fin des années 80 puis victime d'un incendie.

### Le  scénario
C'est dans ce film que fut tournée la célèbre scène sur le rasage de la légendaire fossette de Kirk Douglas.

C'est à la demande de Kim Novak que le dénouement du livre de Ewan Hunter (pseud. d'Ed McBain) fut modifié.